# Tramacastilla de Tena
Tramacastilla de Tena (arag. Tramacastiella de Tena) – miejscowość w Hiszpanii, w Aragonii, w prowincji Huesca, w comarce Alto Gállego, w gminie Sallent de Gállego, 98 km od miasta Huesca.
Według danych INE z 1991 roku miejscowość zamieszkiwało 150 osób, a z 1999 roku - 148 osób. Wysokość bezwzględna miejscowości jest równa 1 221 metrów.